# Рейнгольд Семен Мойсейович
Семен Мойсейович Рейнгольд (18 листопада 1927 , Одеса  — 11 травня 1981 , Пенза ) — радянський театральний режисер, народний артист РРФСР.

## Життєпис
Семен Мойсейович Рейнгольд народився 18 листопада 1927 року в Одесі. У 1952 році закінчив Ленінградський державний театральний інститут. Працював режисером-постановником у театрах Ленінграда, Новокузнецька, Бреста, Орджонікідзе. У 1956—1957 роках служив режисером-постановником Пензенського драматичного театру.
З 1958 року був головним режисером Владимирського драматичного театру. Потім працював в Іванівському та Ставропольському театрах драми. У 1971—1981 роках — головний режисер Пензенського драматичного театру ім. Луначарського.
[11 травня 1981 року] Ошелешила смерть С. М. Рейнгольда. Ще в п'ятницю був у мене, вчора вів репетицію, сьогодні ліг до лікарні, о 17:00 вже не стало. Врятувати не змогли. Талановитий мужик. Утворився такий пролом, який навряд чи заткнеш у театрі.
Раптово помер 11 травня 1981 року в Пензі, похований на Новозахідному цвинтарі.

### Родина
- Дружина — актриса Тамара Євдокимівна Марсова (нар. 1927), заслужена артистка РРФСР.

## Нагороди і премії
- Заслужений діяч мистецтв РРФСР (3 лютого 1971)[2] .
- Народний артист РРФСР (12 квітня 1979).

## Роботи у театрі

### Пензенський драмтеатр (1956—1957)
- 1956 — «Тристан та Ізольда» А. Бруштейн
- 1957 — «Коли цвіте акація» М. Винникова
- 1957 — «Перша весна» Г. Ніколаєвої, Е. Радзинського

### Владимирський драмтеатр
- «Дядя Ваня» А. П. Чехова
- "Пізнє кохання" О. М. Островського
- «Дачники», «Останні» М. Горького
- «Король Лір» В. Шекспіра
- «Іркутська історія» О. М. Арбузова
- 1960 — «Моя сім'я» Е. Де Філіппо (1960)
- 1962 — «Дачники» М. Горького (1962)
- 1967 — «Кремлівські куранти» М. Ф. Погодіна (1967)
- 1970 — «Ленінградський проспект» («Життя триває») І. Штока (1970)

### Пензенський драмтеатр (1971—1981)
- 1971 — «Справа, якій ти служиш» Ю. Германа
- 1972 — «Людина з боку» І. Дворецького
- 1972 — «Валентин і Валентина» М. Рощина
- 1973 — «Вовки та вівці» О. М. Островського
- 1974 — «Борги наші» Е. Володарського
- 1974 — «Кілька травневих днів» («Сходи») В. Садчикова
- 1975 — «Характери» В. Шукшина
- 1975 — «Записки Лопатіна» К. Симонова
- 1976 — «День приїзду— день від'їзду» В. Чорних
- 1976 — «Принижені та ображені» (за Ф. М. Достоєвським)
- 1977 — «Свята святих» І. Друце (1977)
- 1977 — «Варшавська мелодія» Л. Зоріна
- 1977 — «Люблю вітчизну я…» (Лермонтов) (В. Налобін)
- 1977 — «Тихий Дон» за М. А. Шолоховим
- 1978 — «Берег» (за Ю. Бондарєвим, 1978)
- 1979 — «Не було ні гроша, та раптом алтин» О. Н. Островського (1978)
- 1979 — «Ми, що підписалися нижче…» А. І. Гельмана
- 1980 — «Старий дім» А. Казанцева
- 1980 — «Піднята цілина» за М. А. Шолоховим
- 1981 — «Льовін дол» за романом П. І. Замойського «Лапті»